# مکس تیرت
مکس تیرت (انگلیسی: Max Théret; ۶ ژانویهٔ ۱۹۱۳ – ۲۵ فوریهٔ ۲۰۰۹) کارآفرین و کنشگر سیاسی اهل فرانسه بود، که در سال ۱۹۵۴ با مشارکت آندره اسل، شرکت رسانه‌ای فناک را تأسیس نمود.